# Orectolobus parvimaculatus
Orectolobus parvimaculatus is een vissensoort uit de familie van de wobbegongs (Orectolobidae). De wetenschappelijke naam van de soort is voor het eerst geldig gepubliceerd in 2008 door Last & Chidlow.